# Teone di Smirne
Teone di Smirne (Smirne, 70 circa – 135 circa) è stato un filosofo e matematico greco antico, profondamente influenzato dalla scuola pitagorica.

## Biografia
Le notizie biografiche su Teone sono scarseː Claudio Tolomeo cita diverse sue osservazioni effettuate tra il 127 e il 132, sicché dovrebbe essere morto durante gli anni 130.
Scrisse diversi commentari su lavori di matematici e filosofi, tra cui tre sulla filosofia di Platone: due di essi sono andati perduti, mentre il terzo, Matematica utile per comprendere Platone, è un compendio di informazioni matematiche necessarie per comprendere le opere di Platone.

## Matematica utile per comprendere Platone
Teone scrisse l'opera Expositio rerum mathematicarum ad legendum Platonem utilium (Esposizione della matematica utile per comprendere Platone) non per presentare nuove scoperte, ma per fornire ai lettori di Platone le basi matematiche necessarie per comprendere gli scritti del filosofo greco.
L'opera è divisa in 2 libri. Il primo libro, contenente la teoria dei numeri, parte con argomenti inclusi nella moderna teoria dei numeri: numeri dispari, numeri pari, numeri primi, numeri perfetti, numeri abbondanti e simili, mentre una seconda parte tratta della "musica dei numeri" (hē en arithmois mousikē) - uno studio dell'armonia per mezzo di rapporti, proporzioni e medie -,  la musica strumentale (hē en organois mousikē), sugli intervalli e le consonanze, in maniera simile ai lavori di Pitagora e la "musica delle sfere" (hē en kosmō harmonia kai hē en toutō harmonia), considerata la più importante e presentata dopo le parti preparatorie precedenti.
Teone considera gli intervalli in base al loro grado di consonanza, cioè in base alla semplicità dei loro rapporti, e in base alla loro reciproca distanza e, a proposito della musica delle sfere, cita un poema di Alessandro di Efeso, assegnando particolari toni della scala cromatica a ciascun pianeta, un'idea che rimase popolare per un millennio.
Nel secondo libro, sull'astronomia, Teone afferma la sfericità della Terra e la sua grande dimensione, descrive occultazioni, transiti, congiunzioni ed eclissi. Otto Neugebauer critica questa parte, affermando che Teone non comprendeva completamente il materiale che cercò di presentare.